# Casa De Teatro
Casa De Teatro es un centro cultural situado en la ciudad colonial de Santo Domingo de la República Dominicana, inaugurado en el 1974 por el conocido escritor dominicano Freddy Ginebra. 
Allí han nacido muchos nuevos artistas nacionales. Sueño y proyecto se unificaron y todos los esfuerzos se conjugaron para que este viejo espacio se convirtiera en un centro de cultura donde los artistas nuevos y los consagrados encontraran su nido. Cantantes, músicos, bailarines, poetas, narradores, actores, pintores, diseñadores, fotógrafos... hicieron de la vieja casa colonial su hogar.
La efervescencia creativa hizo que un espacio pensado solo para teatro, se transformara en galería pictórica, sala de ensayos, escuela para niños y adultos, formación de grupos de teatro, escuela de danza, grupos de fotografía, noche de jazz, teatro de títeres, reuniones de poetas, centro de conferencistas... la casa cobró vida y se convirtió en canal para que los nuevos y jóvenes artistas pudieran sin necesidad de recursos económicos o prestigio, expresaran su talento. 
Cada año en su galería se realizan más de 30 exposiciones de pintura y fotografía, se producen espectáculos de música, ballet, teatro, conferencias y otras tantas expresiones culturales. Se realizan intercambios culturales con otros países, se llevan sus obras y exposiciones a las ciudades del interior, se organizan presentaciones a empresas. La casa está abierta todos los días del año y en su café bar se reúnen los artistas y en días de semana hay jazz o nueva canción, o noche de boleros.
Apoyada por la firma León Jiménes y la Cervecería Nacional, patrocina concursos de cuentos, teatro, novela, poesía, pintura joven y fotografía y edita los libros de los ganadores donde los nuevos escritores pueden ver sus trabajos materializados.
Casa de Teatro es una institución sin fines de lucro.

## Historia
En el año 1974 un grupo de jóvenes buscaba donde hacer un teatro independiente e innovador. Vivíamos una época difícil y de mucha represión. Todo lo que luciera de vanguardia, o diferente, era tildado de rojo o contestatario.
Tocaron varias puertas y nadie escuchó el llamado. Éramos un grupo de soñadores con ideas extrañas en la cabeza, sin dinero y proclamando la bandera de cultura para ayudar a construir un mundo mejor.
Una vieja casa en la ciudad colonial estaba en venta y un sueño se estaba gestando... el de abrir una ventana a la esperanza. Nos atrevimos, saltamos al vacío y teniendo en mente la sola alegría de lograr abrir este espacio de cultura junto a un grupo de amigos, se inició la ardua tarea de conquistar corazones y conseguir que el sueño se materializara. La gente respondió; nuevas manos se unieron al proyecto y lo que parecía un imposible es hoy una espléndida realidad. Sin darnos cuenta han pasado más de treinta años. Se han librado muchas batallas.
Han nacido muchos nuevos artistas. Sueño y proyecto se unificaron y todos los esfuerzos se conjugaron para que este viejo espacio se convirtiera en un centro de cultura donde los artistas nuevos y los consagrados encontraran su nido y desde allí aprender a volar con sus talentos.
Abrir las puertas de la casa fue un detonante. Parece que todos los artistas esperaban un espacio donde crecer y mostrar sus trabajos. Cantantes, músicos, bailarines, poetas, narradores, actores, pintores, diseñadores, fotógrafos...hicieron de la vieja casa colonial su hogar.
Los días fueron pasando y las horas se multiplicaban, la efervescencia creativa hizo que un espacio pensado solo para teatro, se transformara en galería pictórica, sala de ensayos, escuela para niños y adultos, formación de grupos de teatro, escuela de danza, grupos de fotografía, noche de jazz, teatro de títeres, reuniones de poetas, centro de conferencistas... la casa cobró vida y se convirtió en canal para que los nuevos y jóvenes artistas pudieran sin necesidad de recursos económicos o prestigio, expresaran su talento.
La casa ha servido de primer peldaño, de propulsor, de productora de grandes espectáculos y recaudadora de fondos para los proyectos más inimaginables.
Cada año en su galería se realizan más de 30 exposiciones de pintura y fotografía, se producen espectáculos de música, ballet, teatro, conferencias y otras tantas expresiones culturales Se realizan intercambios culturales con otros países, se llevan sus obras y exposiciones a las ciudades del interior, se organizan presentaciones a empresas. La casa está abierta todos los días del año y en su café bar se reúnen los artistas y en días de semana hay jazz o nueva canción, o noche de boleros.
Como incentivo permanente la casa desde hace más de treinta años, preocupada por el nacimiento de nuevos talentos v apoyada por la firma León Jiménez y la Cervecería Nacional, patrocina concursos de cuentos, teatro, novela, poesía, pintura joven y fotografía y edita los libros de los ganadores donde los nuevos escritores pueden ver sus trabajos materializados.
En nuestro espacio físico tenemos una pequeña oficina, un almacén (que ya nos queda pequeño) dos salones de exposición, un café bar de dos pisos, una pequeña sala de conferencia y exposiciones, un patio y un pequeño camerino con sus baños. Casa de Teatro es una institución sin fines de lucro.
Son muchos los nombres que han iniciado su carrera artística en este lugar. Son muchos los jóvenes que han decidido sus vidas al confrontar sus trabajos con el público. Son muchos los hombres y mujeres que no han perdido la esperanza de soñar y de alguna manera a través de los años, la casa ha mantenido la poesía, la capacidad de asombro y la fe en un ser humano capaz de no traicionarse y perder su sensibilidad, y la posibilidad de descubrir a nuestro Dios en la búsqueda incesante de la belleza y la creación.
Freddy Ginebra